# Lancefield-Einteilung
Rebecca Lancefield (* 1895; † 1981) teilte β-hämolysierende Streptokokken in sogenannte Lancefield-Gruppen ein. Diese Lancefield-Einteilung erfolgt aufgrund des Vorhandenseins von Antigenen, die Bestandteil der Bakterienzellen sind.

## Prinzip
Die von Lancefield 1933 geschaffene Klassifikation erfolgt durch den serologischen Nachweis der C-Substanz, eines zellwandständigen Polysaccharids, gegen welches sich Antikörper richten können. Das Immunserum mit Antikörpern wurde von Lancefield gewonnen, indem sie Kaninchen mit den inaktivierten Bakterien immunisierte. Der Extrakt mit Antigenen wurde aus einer flüssigen Bakterienkultur unter Verwendung von Salzsäure hergestellt. Jeweils ein geringes Volumen von Extrakt und Immunserum wurden auf einem Objektträger gemischt und in eine Pasteurpipette überführt, die verschlossen inkubiert wurde. Bei einem positiven Testergebnis erfolgt eine Antigen-Antikörper-Reaktion, wobei der gebildete Immunkomplex als sogenanntes Präzipitat ausgefällt und sichtbar wird. Die Einteilung kann heutzutage mithilfe der Latexagglutination durchgeführt werden.
Die einzelnen Serogruppen werden mit Großbuchstaben benannt. Es sind die Gruppen A–H und K–V bekannt (Stand 2009), die Gruppen W–Z gelten als provisorisch. Bei den Gruppen D, N und Q handelt es sich bei dem Antigen im Gegensatz zu den anderen Lancefield-Gruppen nicht um ein Polysaccharid, sondern um eine zellwandgebundene Teichonsäure.
Mit der Untersuchung und Zuordnung weiterer Streptococcus-Arten sind auch einige α-hämolysierende („vergrünende“) und γ-hämolysierende Streptokokken – diese führen keine Hämolyse durch – in der Lancefield-Einteilung zu finden. Bei den Viridans-Streptokokken („orale Streptokokken“) wird die Klassifikation normalerweise nicht angewendet. Sie sind überwiegend α-hämolysierend und ihnen fehlen meist die als Antigen wirkenden entsprechenden Polysaccharide. Die Anwendung vor allem bei den β-hämolysierenden Streptokokken ist historisch begründet, da die meisten als pathogen erkannten Arten eine β-Hämolyse auf Blutagar zeigen. Die α-hämolysierenden Arten – mit Ausnahme von Streptococcus pneumoniae – gehören zur Bakterienflora der Schleimhäute und wurden als nicht pathogen bzw. fakultativ pathogen (als opportunistische Erreger) angesehen.

## Medizinische Bedeutung
Medizinisch bedeutsam sind vor allem die Gruppen A (Streptococcus pyogenes) und B (Streptococcus agalactiae), sowie die Gruppen C, F und G. Zu den Streptokokken der Gruppe C, F und G zählt Streptococcus anginosus, er kann medizinisch relevant sein, z. B. bei Wundinfektionen. S. anginosus kann in geringer Keimzahl zur normalen Rachenflora gehören, er kann aber ebenso Ursache für Tonsillarabszesse sein. Auch Vertreter der Gruppe D sind mögliche Krankheitserreger. Allerdings wurden die früher auch als D-Streptokokken bezeichneten Arten 1984 überwiegend einer anderen Gattung (Enterococcus) zugeordnet, so dass sie nach aktueller Nomenklatur beispielsweise als Enterococcus faecalis und Enterococcus faecium bezeichnet werden. Die in älteren Büchern verwendete Bezeichnung Streptococcus faecalis entspricht nicht mehr der aktuellen Nomenklatur und ist somit nicht mehr korrekt. Die für die Milchwirtschaft verwendeten Arten wurden der Gattung Lactococcus zugeordnet. Auch andere Streptococcus-Arten erhielten, meist aufgrund phylogenetischer Untersuchungen, eine andere Bezeichnung. Die aktuelle Nomenklatur setzt sich in der medizinischen Literatur nur langsam durch.

## Übersicht der Lancefield-Gruppen
Die folgende Übersicht zeigt einige typische Streptococcus- bzw. Enterococcus-Arten, die den Lancefield-Gruppen zugeordnet wurden. In der Spalte „Bemerkungen“ sind Hinweise zu einer möglichen Pathogenität aufgeführt. Soweit bekannt, wurde die aktuelle Nomenklatur verwendet.
| Lancefield-Gruppe | Arten | Bemerkungen |
| ----------------- | --- | --- |
| A                 | Streptococcus pyogenes | pathogen für den Menschen; verursacht mehrere Erkrankungen, u. a. Scharlach, Tonsillitis (Mandelentzündung), Pharyngitis (Rachenentzündung), Erysipel, Phlegmone, Sepsis |
| B                 | Streptococcus agalactiae | pathogen für Tiere (u. a. Mastitis bei Rindern); seltener auch Krankheitserreger beim Menschen, v. a. bei Neugeborenen (Sepsis, Meningitis, Kindbettfieber) |
| C                 | Streptococcus equi subsp. equi Streptococcus equi subsp. zooepidemicus (früher S. zooepidemicus) Streptococcus equi subsp.ruminatorum (kleine Ruminanten) | pathogen für Tiere (S. equi ist Verursacher der Druse (Pferd)); vereinzelt pathogen für den Menschen |
| C                 | Streptococcus dysgalactiae subsp. equisimilis (früher S. equisimilis)                                                                                     | pathogen für den Menschen, ähnliche Virulenzfaktoren wie S. pyogenes; verbreitet bei Menschen und Tieren; kann Antigene mehrerer Gruppen (C, G, L) aufweisen |
| C                 | Streptococcus dysgalactiae subsp. dysgalactiae | α- oder γ-hämolysierend, Infektionen von veterinärmedizinischer Bedeutung |
| C                 | Streptococcus anginosus Stämme aus der S. anginosus-Gruppe                                                                                                | zu dieser Gruppe (auch als „S. milleri“-Gruppe bezeichnet) zählen neben S. anginosus noch S. constellatus, S. intermedius (beide mit unklarem Art-Status) und die „minute-Stämme“, sie werden zu den Viridans-Streptokokken (keine β-Hämolyse) gerechnet, sie können Antigene mehrerer Gruppen (A, C, F, G) aufweisen pathogen für Tiere und Menschen (u. a. Abszesse, Endokarditis, mild verlaufene Atemwegsinfektionen) |
| D                 | Enterococcus faecalis (früher S. faecalis und S. liquefaciens) Enterococcus faecium (früher S. faecium) Enterococcus durans (früher S. durans)            | verbreitet in der Darmflora bei Menschen und Tieren; E. faecalis kann Endokarditis verursachen |
| D                 | Streptococcus equinus (früher S. bovis) | verbreitet in der Darmflora bei Rindern und anderen Wiederkäuern, Pferden und z. T. Menschen; selten pathogen für den Menschen (Bakteriämie, Endokarditis) |
| E                 | Streptococcus acidominimus Streptococcus uberis „Streptococcus infrequens“                                                                                | nicht pathogen für den Menschen |
| F                 | Streptococcus anginosus Stämme aus der S. anginosus-Gruppe                                                                                                | s. o. |
| G                 | Streptococcus anginosus Stämme aus der S. anginosus-Gruppe                                                                                                | s. o. |
| G                 | Streptococcus dysgalactiae subsp. equisimilis (früher S. equisimilis)                                                                                     | s. o. |
| G                 | Streptococcus canis | Infektionen bei Hunden und Katzen |
| H                 | Streptococcus sanguinis (früher S. sanguis) | kommt beim Menschen vor, wird zu den Viridans-Streptokokken gerechnet; Beteiligung bei Endokarditis und Karies |
| K                 | Streptococcus salivarius | kommt beim Menschen vor; Beteiligung bei Endokarditis und Karies |
| L                 | Streptococcus dysgalactiae subsp. equisimilis (früher S. equisimilis)                                                                                     | s. o. |
| M                 | nicht näher bezeichnet | |
| N                 | Lactococcus lactis (früher S. lactis) Lactococcus lactis subsp. cremoris (früher S. cremoris)                                                             | nicht pathogen für den Menschen |
| O                 | nicht näher bezeichnet | kommt beim Menschen vor; Beteiligung bei Endokarditis |
| P–Q               | nicht näher bezeichnet | |
| R–T               | Streptococcus suis | kommt bei Schweinen als Krankheitserreger (Meningitis) vor; Übertragung auf den Menschen möglich |